# Waterloo Bridge

John Constable, The Opening of Waterloo Bridge ('Whitehall Stairs, June 18th, 1817'), schilderij, ca. 1831/32

Waterloo Bridge is een van de bruggen over de Theems in Londen. Hij ligt tussen Blackfriars Bridge en Hungerford Bridge. De naam van de brug verwijst naar de Slag bij Waterloo op 18 juni 1815, de overwinning op Napoleon Bonaparte.
De eerste brug op deze plek (1817) was een ontwerp van de Schotse ingenieur John Rennie, die ook de oude London Bridge ontwierp. Voor de opening heette hij 'Strand Bridge'. In 1878 werd deze brug genationaliseerd en werd de tol opgeheven. Er werden echter constructiefouten aangetroffen en de brug moest worden versterkt.
De schilder John Constable heeft vijftien jaar gewerkt aan zijn schilderij The Opening of Waterloo Bridge ('Whitehall Stairs, June 18th, 1817').
In de jaren '20 werden de problemen met de brug zo groot dat men besloot hem af te breken en een nieuwe te bouwen, naar ontwerp van Sir Giles Gilbert Scott. Deze werd gedeeltelijk opengesteld in 1942 en voltooid in 1945. Overigens was Waterloo Bridge de enige Londense brug die door bombardementen in de Tweede Wereldoorlog schade opliep.
In de 21e eeuw heeft Banksy tegen een van de bruggenhoofden de eerste variant van het kunstwerk Girl with Balloon gemaakt.

## Ladies Bridge
Vanwege gebrek aan voldoende arbeidskrachten, de mannen vochten immers aan het front, is een groot deel van de bouw door vrouwen verricht. Hierdoor kreeg de brug al snel de bijnaam "Ladies Bridge". Het verhaal wil dat door de vrouwelijke arbeidskrachten zowel binnen de geplande bouwduur als budget werd gebleven.

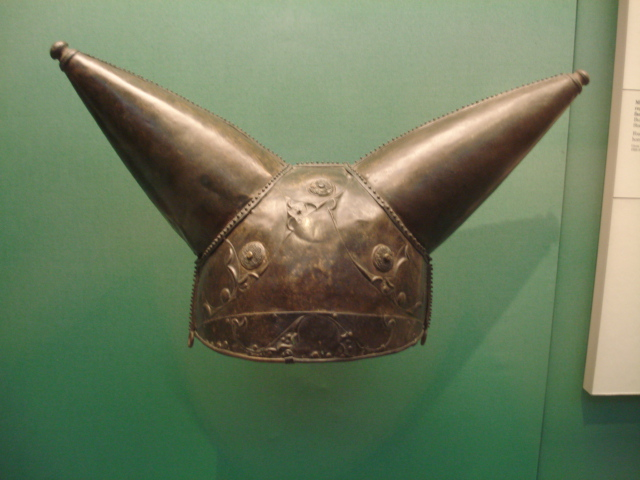
Deze helm uit de ijzertijd werd gevonden in de Theems ter hoogte van Waterloo Bridge

Albert Bridge · Chelsea Bridge · Grosvenor Bridge · Vauxhall Bridge · Lambeth Bridge · Westminster Bridge · Hungerford Bridge · Waterloo Bridge · Blackfriars Bridge · Blackfriars Railway Bridge · Millennium Bridge · Southwark Bridge · Cannon Street Railway Bridge · London Bridge · Tower Bridge

Zie ook: Lijst van oeververbindingen van de Theems